# Communauté de communes du Cabardès Montagne Noire
Die Communauté de communes du Cabardès Montagne Noire ist ein ehemaliger französischer Gemeindeverband (Communauté de communes) in den Départements Aude und Tarn sowie den Regionen Languedoc-Roussillon und Midi-Pyrénées. Er wurde am 28. Dezember 2001 gegründet.

## Mitglieder
- Saissac
- Cuxac-Cabardès
- Saint-Denis
- Fontiers-Cabardès
- Brousses-et-Villaret
- Caudebronde
- Lacombe
- Fraisse-Cabardès
- Laprade
- Les Cammazes (Tarn)

## Quelle
- Le SPLAF - (Website zur Bevölkerung und Verwaltungsgrenzen in Frankreich (frz.))